# 那尔轰河
那尔轰河，位于中华人民共和国吉林省靖宇县北部，是头道松花江左岸支流，“那尔轰”（满文：ᠨᠠᡵᡥᡠᡠᠨ，转写：narhuun）满语意为“细”，寓意又细又长的河流。那尔轰河发源于靖宇县西部龙岗山脉四方顶子山东南坡，蜿蜒东北流经景山镇、杨岔河村、新胜村、天合兴村、赤松乡双桥村，于那尔轰镇南湖屯以南左纳东北岔河后转东南流，成为那尔轰镇与赤松乡两乡镇的界河，最后于北沟村西南汇入头道松花江。河长69.9千米，河道平均比降4.3‰，流域面积820平方千米。年均径流量3.0亿立方米。那尔轰河流域峰峦叠翠，森林密布，资源丰富。那尔轰河两岸是东北抗联早期创建的抗日基地之一。